# Estación de Trocadéro

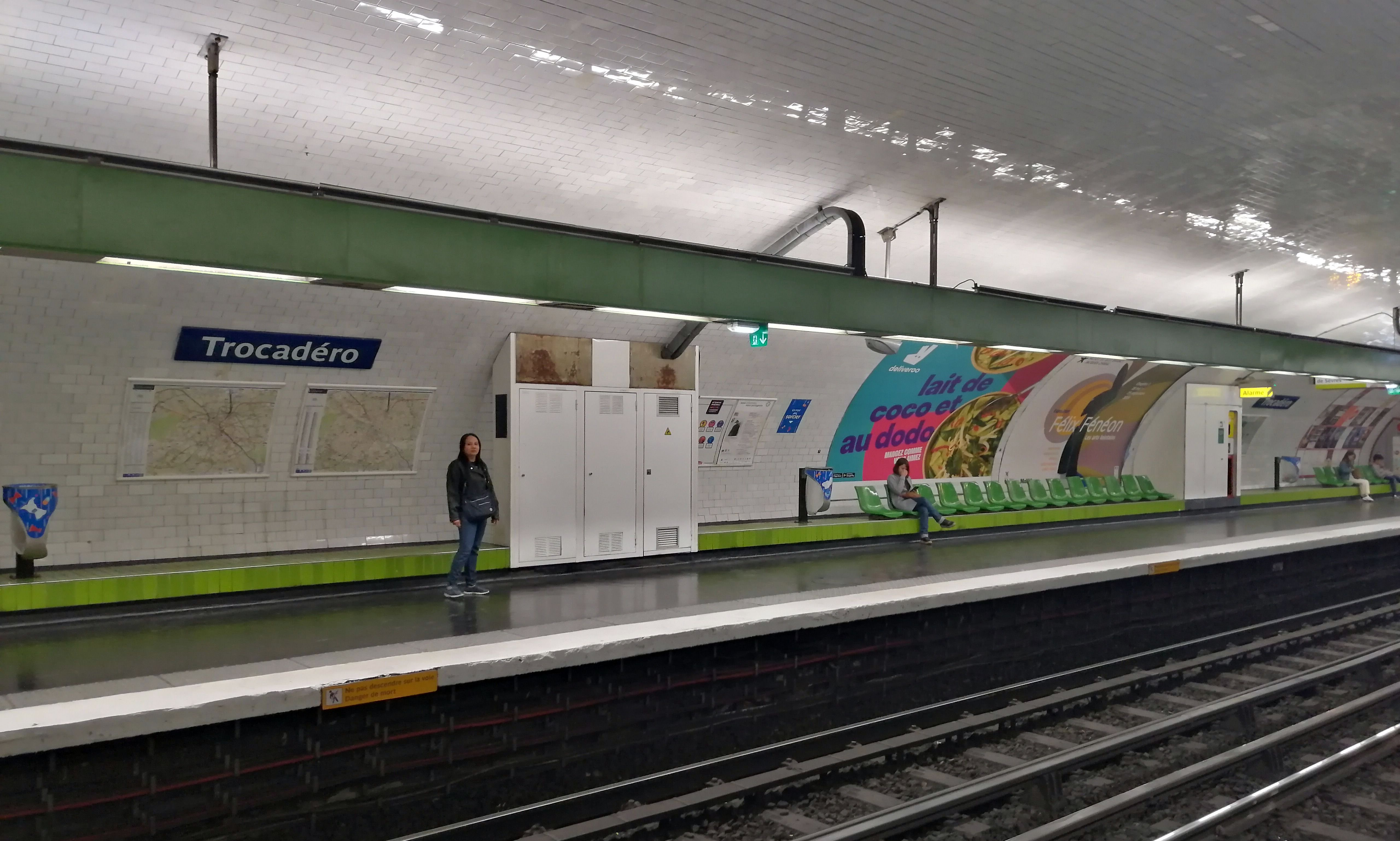
Andenes de la Línea 9 en 2019

La estación de Trocadéro (en español: Trocadero) es una estación del metro de París situada en el XVI Distrito, al oeste de la capital. Pertenece a las líneas 6 y 9. 
La estación permite acceder a sitios tan turísticos como la Torre Eiffel, los jardines del Trocadero o el Palacio de Chaillot que alberga importantes museos como el museo del Hombre o el de la Marina. 

## Historia
La estación de la línea 6 fue inaugurada el 2 de octubre de 1900 como un ramal de la línea 1. Esa situación, sin embargo, no duró mucho ya que el 5 de noviembre de 1903 la estación se integró en al línea 2 sur, llamada así para distinguirla de la línea 2 norte (la actual línea 2). El 14 de octubre de 1907, la línea 2 sur desapareció pasando a formar parte de la línea 5. Finalmente, el 6 de octubre de 1942 el tramo en el que se encontraba la estación pasó a atribuirse a la línea 6. 
Por su parte la estación de la línea 9, fue abierta el 8 de noviembre de 1922 dentro del tramo inicial de la línea. De hecho, Trocadéro fue su terminal norte durante un año, hasta 1923.
Situada bajo la plaza del Trocadero, debe su nombre a la batalla de Trocadero y al palacio construido para la exposición universal de 1878. Posteriormente fue demolido y sustituido por el palacio de Chaillot en 1937.
La estación fue equipada de una de las primeras escaleras mecánicas de la red, hoy desaparecida. También disponía de un edículo creado por Héctor Guimard, pero fue retirado en 1936.

## Descripción

### Estación de la línea 6
Se compone de dos vías y de dos andenes laterales. 
Fue renovada en el 2009 y despojada de su estilo Mouton caracterizado por sus azulejos de color naranja. Por ello, luce ahora los clásicos azulejos blancos biselados del metro parisino aunque estos no abarcan el centro de la bóveda que aparece únicamente pintada en ese tramo. Su iluminación emplea el modelo vagues (olas) con estructuras casi adheridas a la bóveda que sobrevuelan ambos andenes proyectando la luz en varias direcciones. La señalización por su parte usa la tipografía Parisine donde el nombre de la estación aparece en letras blancas sobre un panel metálico de color azul. Por último, los asientos de la estación son los modernos Coquille o Smiley, unos asientos en forma de cuenco inclinado para que parte del mismo pueda usarse como respaldo y que poseen un hueco en la base en forma de sonrisa. Los mismos están presentes en un único color, el verde.

### Estación de la línea 9
Se compone de dos vías y de dos andenes laterales.
Está diseñada en bóveda elíptica revestida completamente de los clásicos azulejos blancos del metro parisino aunque en este caso son planos, sin biselar. La iluminación es de estilo Motte y se realiza con lámparas resguardadas en estructuras rectangulares de color verde que sobrevuelan la totalidad de los andenes no muy lejos de las vías. La señalización por su parte usa la moderna tipografía Parisine donde el nombre de la estación aparece en letras blancas sobre un panel metálico de color azul. Por último los asientos, que también son de estilo Motte, combinan una larga y estrecha hilera de cemento revestida de azulejos verde que sirve de banco improvisado con un buen número de asientos individualizados del mismo color que se sitúan sobre dicha estructura.